# Bahrebachmühlenviadukt

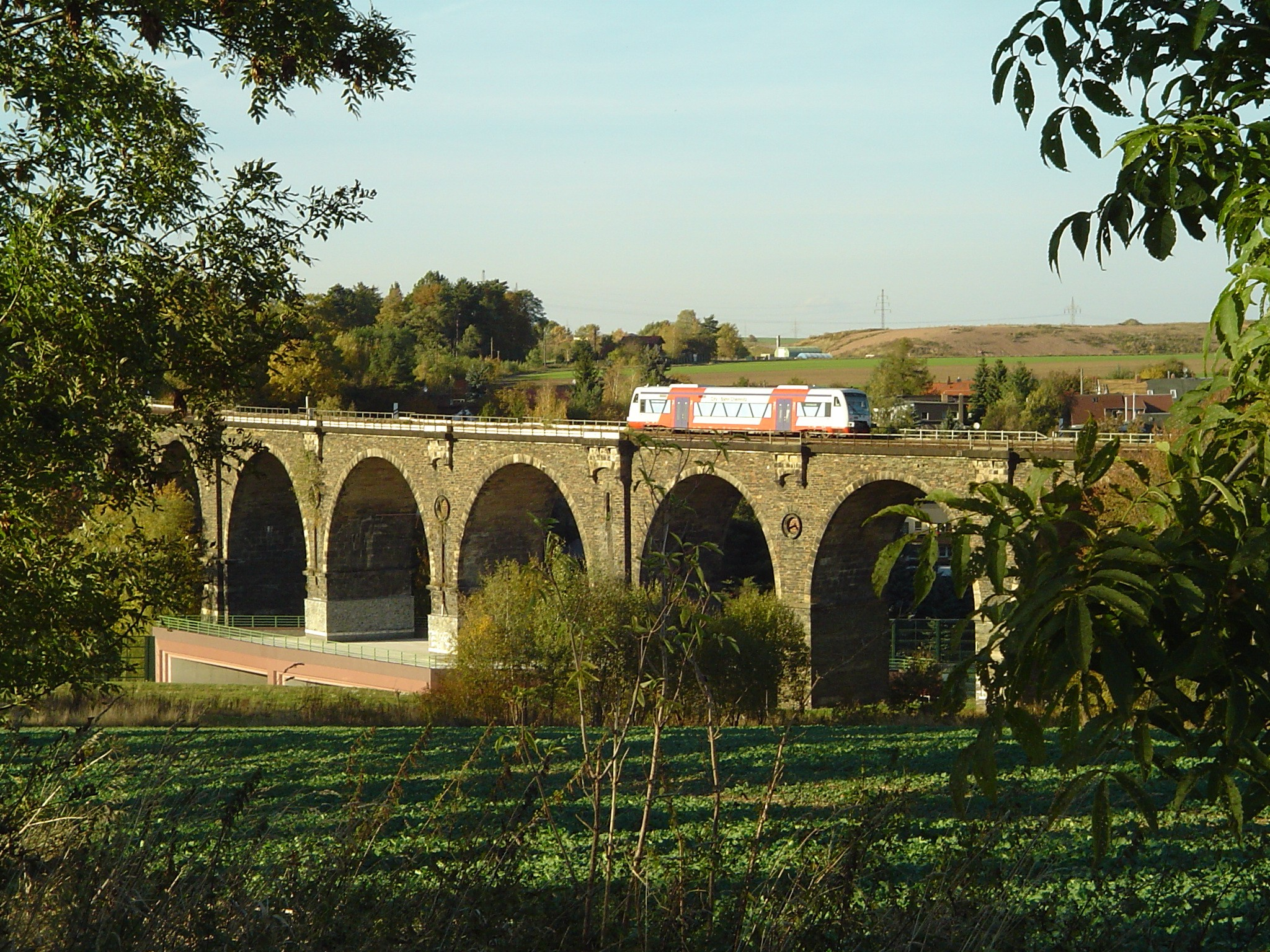
Der Bahrebachmühlenviadukt in seiner Funktion als Eisenbahnbrücke

Der Bahrebachmühlenviadukt ist eine gemauerte Eisenbahnbogenbrücke, die im Zuge des Baues der Bahnstrecke Leipzig–Chemnitz von 1868 bis 1871 errichtet wurde. Der Betrieb über die Brücke wurde aber erst am 8. April 1872 mit Eröffnung der Eisenbahnstrecke aufgenommen. Ursprünglich als Querung des Bahrebachs bei Borna b. Chemnitz angelegt, ist der Viadukt heute vor allem als technisches Denkmal über der Bundesautobahn 4 (A 4) bekannt.
Die Verkleidung und seitlich liegende Natursteinmauern wurden mit dem Harthauer Chloritschiefer vorgenommen. Die Bogenfläche und einige Gurtbänder bestehen aus einem Elbsandstein.

## Umbau

Der Viadukt nach dem Umbau und Sanierung

Der in Nutzung befindliche Viadukt stellte für den 6-spurigen Ausbau der A 4 zwischen den Anschlussstellen 69 (Chemnitz-Mitte) und 70 (Chemnitz-Glösa) ein Problem dar, da die Unterführung nicht rechtwinklig erfolgt und die Bogenspannweite nicht ausreichend war. Unter Aufrechterhaltung des Kfz-Verkehrs wurden von 2000 bis 2002 die unteren Teile dreier Pfeiler entfernt und gegen zwei verbreiterte Durchfahrten ersetzt, die Platz für jeweils drei Spuren und eine Standspur bieten. Die Arbeiten begannen 1999 mit Verstärkung der Brücke und dem Anbringen von über 400 Messsensoren. Beides wurde 2003 nach Fertigstellung des Betonunterbaus entfernt.
Im Frühjahr 2009 hat man begonnen, die Brückenkrone des Richtungsgleises Burgstädt zu erneuern. Der Betrieb blieb bis auf kurze Unterbrechungen auf dem zweiten Gleis bestehen. Die Brückenkrone wurde komplett zurückgebaut und durch einen modernen Betonunterbau ersetzt. Bis September 2009 wurde das erste Gleis erneuert, danach führte man die Instandsetzung des zweiten Gleises durch. Die Sanierung der Brücke wurde Ende 2010 abgeschlossen.

## Technische Daten
- größte lichte Bogenweite: 18 m
- Höhe über Talsohle: 27 m
- Gesamtlänge: 225 m[3]